# Colección Cristiana
Colección Cristiana es el nombre del decimosegundo álbum de estudio y el segundo de corte cristiano de Juan Luis Guerra. Fue lanzando al mercado por EMI Music el 28 de febrero de 2012.
A diferencia del primer disco cristiano, Para Ti en 2004, este nuevo álbum se distingue por ser muy variado a nivel de los géneros musicales que ofrece, ya que contiene merengue, bachata, son, pop, balada y hasta merengue típico o perico ripiao. También el disco se caracteriza por incluir cuatro temas que fueron lanzados en producciones anteriormente: "Las avispas", "Para ti" y "Soldado", los cuales pertenecen al álbum Para Ti y «Son al Rey» del álbum anterior A Son De Guerra.

## Lista de canciones
| Colección Cristiana |                                  |          |  |
| N.º                 | Título                           | Duración |  |
| 1.                  | «El quita pena»                  |          |  |
| 2.                  | «Viene bajando»                  |          |  |
| 3.                  | «Las avispas»                    |          |  |
| 4.                  | «Son al Rey»                     |          |  |
| 5.                  | «En el cielo no hay hospital»    |          |  |
| 6.                  | «Para ti»                        |          |  |
| 7.                  | «Caballo blanco»                 |          |  |
| 8.                  | «Mi Jesús»                       |          |  |
| 9.                  | «Soldado»                        |          |  |
| 10.                 | «Como trompeta en si bemol»      |          |  |
| 11.                 | «Nada me separará» (Bonus track) |          |  |